# Dyspanopeus sayi
Dyspanopeus sayi é uma espécie de caranguejo de lama nativa da costa atlântica da América do Norte. Também se estabeleceu fora de sua área nativa, sendo encontrada nos docas de Swansea [en] desde 1960, no mar Mediterrâneo desde a década de 1970, no mar do Norte desde 2007 e no mar Negro desde 2010. Pode atingir uma largura de carapaça de 20 mm, com garras desiguais que possuem pontas pretas. Alimenta-se de bivalves e cracas, sendo predado por espécies como o caranguejo azul do Atlântico, Callinectes sapidus. A produção de ovos ocorre da primavera ao outono, com os filhotes atingindo a maturidade sexual no verão seguinte, e os indivíduos podem viver até dois anos. O parente mais próximo de D. sayi é Dyspanopeus texanus [en], que habita o golfo do México; as duas espécies diferem em características sutis dos órgãos genitais e do último par de patas ambulatórias.

## Descrição
Dyspanopeus sayi é um caranguejo de pequeno porte, semelhante em aparência ao Eurypanopeus depressus [en]. Sua carapaça pode atingir até 20 mm de largura, com fêmeas sexualmente maduras apresentando carapaças a partir de 6,1 mm de largura. A carapaça tem formato aproximadamente hexagonal, com largura de 1,3 a 1,4 vezes maior que o comprimento, e é fortemente convexa. Sua superfície é finamente granular, coberta por uma leve camada de pelos, especialmente nas regiões frontal e lateral. As quelas (garras) são desiguais: a garra direita é mais robusta, enquanto a esquerda é mais estreita. A carapaça varia de verde-oliva a marrom, com as pontas das garras pretas.

## Distribuição
A distribuição natural de Dyspanopeus sayi se estende desde a baía de Chaleurs (leste do Canadá) até os Florida Keys (sudeste dos Estados Unidos), habitando desde a zona entremarés até profundidades de 46 metros. A espécie tolera uma ampla faixa de temperaturas e salinidades.
D. sayi também foi registrada em várias localidades na Europa. O primeiro avistamento ocorreu nas docas de Swansea, no sul do País de Gales (Reino Unido), em 1960, e o cientista E. Naylor, que relatou a descoberta, afirmou que "não havia dúvida" de que a espécie chegou por meio de transporte marítimo transatlântico [en]. O primeiro registro no mar Mediterrâneo foi em 1993, na lagoa de Veneza (nordeste da Itália), embora se acredite que a espécie esteja presente lá desde o final da década de 1970. Em 2007, a espécie foi registrada na costa do mar do Norte, nos Países Baixos. Em 2010, foi encontrada no mar Negro, no porto de Constanța (Romênia), e, em 2012, no delta do rio Ebro, no mar das Baleares (oeste do Mediterrâneo).

## Ecologia

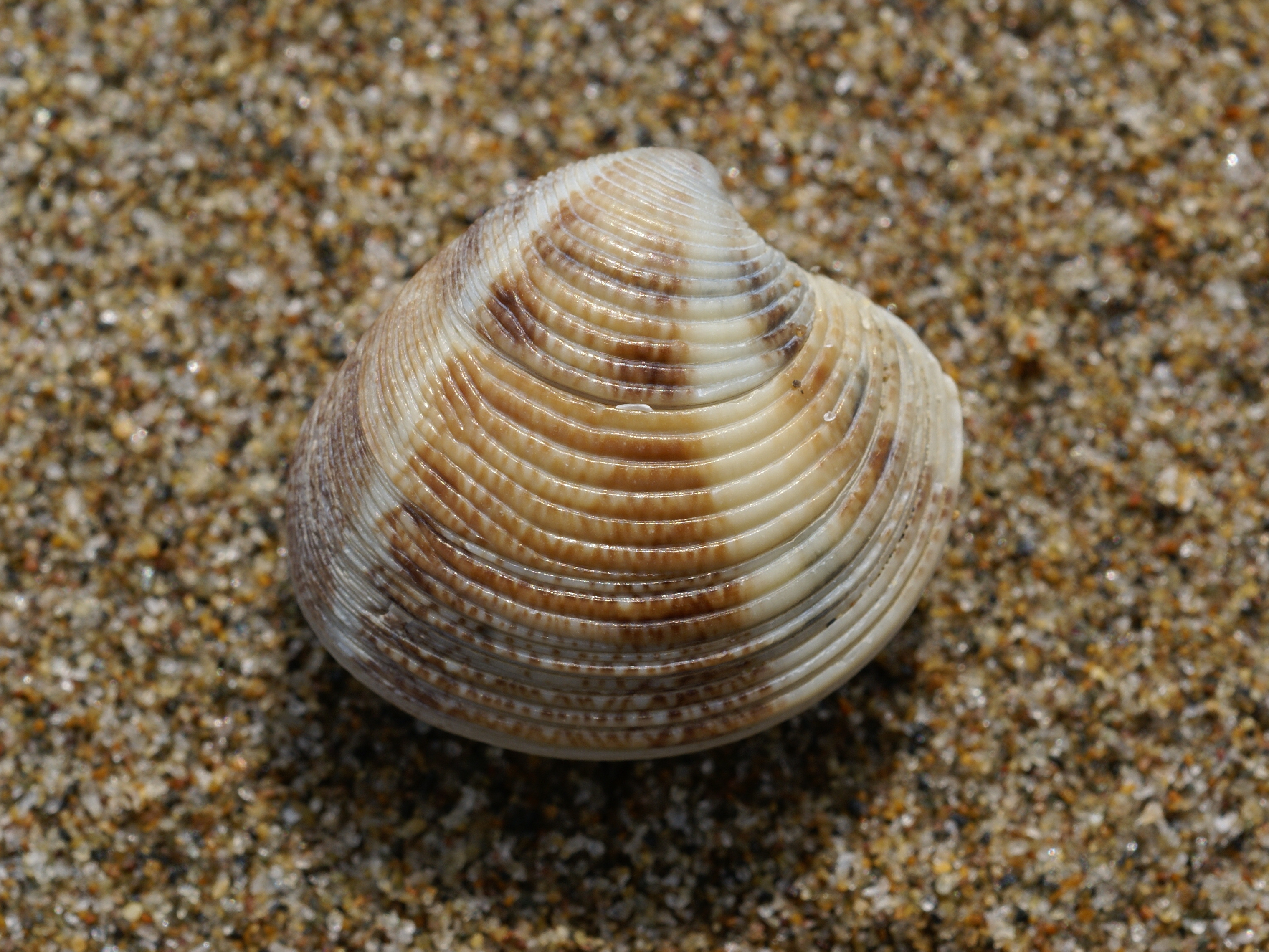
O molusco bivalve Chamelea gallina é uma fonte de alimento para Dyspanopeus sayi no mar Adriático.

D. sayi vive predominantemente em fundos lodosos, onde atua como predador de bivalves moluscos. Em seu ambiente nativo, esconde-se entre colônias de poliquetas para evitar ser predado pelo caranguejo azul do Atlântico, Callinectes sapidus. É um predador importante do molusco Mercenaria mercenaria na Baía de Narragansett e da craca Balanus improvisus [en] na baía de Delaware. No mar Adriático, foi observado alimentando-se do molusco Chamelea gallina [en] e do mexilhão asiático introduzido, Musculista senhousia [en].

## Ciclo de vida
O ciclo de vida de Dyspanopeus sayi começa com a cópula [en], que geralmente ocorre logo após a fêmea realizar a ecdise, enquanto seu exoesqueleto ainda está mole. A desova ocorre horas ou dias após a cópula, e os ovos são incubados nos pleópodes [en] (nadadeiras) da fêmea até estarem prontos para eclodir. Fêmeas foram encontradas carregando ovos de abril a outubro; em um estudo com caranguejos capturados em Gloucester Point, Virgínia, em 1978, fêmeas carregavam entre 686 e 14.735 ovos. O número de ovos aumenta com a largura da carapaça segundo uma lei de potência; a extrapolação dessa lei sugere que as maiores fêmeas de D. sayi podem carregar mais de 32.000 ovos cada.
A 29 °C, os ovos podem se desenvolver em apenas 9 ou 10 dias, aumentando para 16 dias a 20 °C. Os filhotes eclodem como larvas zoea [en], passando por três estágios adicionais de zoea e um de megalopa antes de se tornarem juvenis. Os juvenis atingem a maturidade no verão seguinte ao da eclosão. A expectativa de vida total de um indivíduo pode chegar a 2 anos.

## Taxonomia

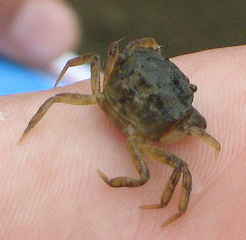
Um Dyspanopeus sayi vivo capturado no en em New Brunswick.

A espécie foi notada pelo zoólogo americano Thomas Say, que a incluiu na espécie chamada "Cancer panope" – um homônimo júnior de "Cancer panope" Herbst, 1801, que é, por sua vez, um sinônimo júnior de Sphaerozius scaber (Fabricius, 1798). Em 1869, Sidney Irving Smith [en] descreveu sete novas espécies no gênero Panopeus [en], incluindo "Panopeus sayi", além das doze espécies já classificadas no gênero na época.
Smith notou a semelhança da espécie com "Panopeus texanus", descrita dez anos antes por William Stimpson [en], considerando que poderiam ser a mesma espécie. Em 1880, John Sterling Kingsley [en] e Alphonse Milne-Edwards sinonimizaram "Panopeus sayi" com "Panopeus texana", situação que permaneceu até Mary J. Rathbun [en] transferir ambos os táxons para o gênero Neopanope e restabelecer o táxon de Smith como uma subespécie de "Neopanope texana". Ela argumentou que os dois táxons deveriam ser considerados subespécies, pois híbridos entre eles ocorriam, embora os espécimes que ela viu sejam agora considerados Dyspanopeus sayi.
Em 1972, Lawrence G. Abele reexaminou "Neopanope texanus texanus", "Neopanope texanus sayi" e Neopanope packardi, concluindo que todos eram espécies válidas, elevando novamente "Neopanope sayi" ao status de espécie. Em 1986, Joel W. Martin e Abele colocaram Neopanope texanus e Neopanope sayi em um gênero separado, Dyspanopeus [en], reafirmando sua estreita relação. No entanto, Panopeus texana ocorre apenas no golfo do México e pode ser distinguida de Panopeus sayi pela forma do quinto pereiópode (última pata ambulatória) e do gonópodo [en] masculino.